# Ronde van Spanje 2011/Eerste etappe
De eerste etappe van de Ronde van Spanje 2011 werd verreden op 20 augustus 2011. De ploegentijdrit wordt over een afstand van 16 km verreden in Benidorm.

## Rituitslag
| Rituitslag |                     |        |
| Plaats     | Ploeg               | Tijd   |
| 1          | Team Leopard-Trek   | 16'30" |
| 2          | Liquigas-Cannondale | + 4"   |
| 3          | Team HTC-High Road  | + 9"   |
| 4          | Pro Team Astana     | + 10"  |
| 5          | Team Movistar       | + 14"  |
| 6          | Quick Step          | + 15"  |
| 7          | Skil-Shimano        | + 18"  |
| 8          | Omega Pharma-Lotto  | z.t.   |
| 9          | Team Garmin-Cervélo | + 25"  |
| 10         | Team Katjoesja      | z.t.   |

## Klassementen
| Algemeen Klassement |                   |                     |        |
| Plaats              | Naam              | Ploeg               | Tijd   |
| Rode trui           | Jakob Fuglsang    | Team Leopard-Trek   | 16'30" |
| 2                   | Fabian Cancellara | Team Leopard-Trek   | z.t    |
| 3                   | Maxime Monfort    | Team Leopard-Trek   | z.t    |
| 4                   | Thomas Rohregger  | Team Leopard-Trek   | z.t    |
| 5                   | Daniele Bennati   | Team Leopard-Trek   | z.t    |
| 6                   | Peter Sagan       | Liquigas-Cannondale | + 4"   |
| 7                   | Damiano Caruso    | Liquigas-Cannondale | z.t.   |
| 8                   | Eros Capecchi     | Liquigas-Cannondale | z.t.   |
| 9                   | Valerio Agnoli    | Liquigas-Cannondale | z.t.   |
| 10                  | Vincenzo Nibali   | Liquigas-Cannondale | z.t.   |
|                     |                   |                     |        |
| 44                  | Tom Veelers       | Skil-Shimano        | op 18" |

| Ploegenklassement |                     |        |
| Plaats            | Ploeg               | Tijd   |
|                   | Team Leopard-Trek   | 16'30" |
| 2                 | Liquigas-Cannondale | + 4"   |
| 3                 | Team HTC-High Road  | + 9"   |
| 4                 | Pro Team Astana     | + 10"  |
| 5                 | Team Movistar       | + 14"  |
| 6                 | Quick Step          | + 15"  |
| 7                 | Skil-Shimano        | + 18"  |
| 8                 | Omega Pharma-Lotto  | z.t.   |
| 9                 | Team Garmin-Cervélo | + 25"  |
| 10                | Team Katjoesja      | z.t.   |

## Nevenklassementen
De punten- en combinatietrui werden symbolisch om de schouder van Jakob Fuglsang gehangen. De bergtrui werd helemaal niet uitgereikt.
1e etappe ·
2e etappe ·
3e etappe ·
4e etappe ·
5e etappe ·
6e etappe ·
7e etappe ·
8e etappe ·
9e etappe ·
10e etappe ·
11e etappe ·
12e etappe ·
13e etappe ·
14e etappe ·
15e etappe ·
16e etappe ·
17e etappe ·
18e etappe ·
19e etappe ·
20e etappe ·
21e etappe
Startlijst · Eindstanden · Afbeeldingen